# لیزی ولاسکز
الیزابت اَن «لیزی» وِلاسکِز (انگلیسی: Elizabeth Ann "Lizzie" Velásquez; ‎/ˈlɪzi vəˈlæskɛz/‎؛ زادهٔ ۱۳ مارس ۱۹۸۹)، نویسنده و سخنران انگیزشی است. او مبتلا به نوعی بیماری نادر به‌نام سندرم لیپودیستروفی-پروجروید-شبه مارفان است که مانع از ذخیره‌سازی چربی بدن می‌شود. وضعیت جسمانی او انگیزه‌ای شد تا به یک سخنران انگیزشی تبدیل شود.

## سال‌های ابتدای زندگی
لیزی، نخستین فرزند از سه فرزند ریتا و گوآدالوپه ولاسکز، در ۱۳ مارس ۱۹۸۹ در آستین، تگزاس دیده به جهان گشود. او چهار هفته پیش از موعد به دنیا آمده و در هنگام تولد، تنها ۱٬۲۱۹ گرم وزن داشت. به گفتهٔ خودش، در بیمارستان به والدینش گفته بودند، دخترتان ممکن است هرگز نتواند چهاردست‌وپا برود، راه برود، حرف بزند، فکر کند، یا هیچ‌کاری را خودش انجام بدهد. مادر و پدر لیزی به پزشکان گفتند: «می‌خواهند نوزادشان را ببینند، او را در آغوش بگیرند، به خانه ببرند، به او عشق بورزند و تمام تلاش و توانایی‌شان را برای خوب بزرگ‌کردنش به کار بگیرند.» او می‌گوید والدینم دقیقاً همین کار را کردند. او در سپتامبر ۲۰۱۲ و در سن ۲۳ سالگی، در حال فراغت از تحصیل در رشته مطالعات ارتباطات از دانشگاه ایالتی تگزاس بود. لیزی ولاسکز کاتولیک بوده و در سخنرانی‌هایش، دربارهٔ اعتقادش به خدا این گونه گفته‌است که «خداوند به وسیله یکی از بزرگ‌ترین نعمت‌هایی که به من داده، مرا خوشبخت کرده‌است و آن نعمت، همان سندرمی است که به آن مبتلا هستم.»

## وضعیت جسمانی
وضعیت جسمانی ولاسکز بسیار نادر است، به طوری که تا به حال، تنها دو نفر دیگر با این وضعیت شناسایی شده‌اند. درصد چربی بدن وی صفر بوده و هرگز وزنی بیش از ۲۹ کیلوگرم نداشته‌است. لیزی قادر به افزایش وزن نبوده و در طول روز باید وعده‌های غذایی بسیار سبکی بخورد. با این حال به بی‌اشتهایی مبتلا نیست. انرژی دریافتی روزانه او حدود ۵۰۰۰ کالری است؛ این در حالی است که میانگین انرژی دریافتی آمریکایی‌ها ۳۷۷۰ کالری می‌باشد. او باید هر ۱۵ دقیقه غذا بخورد؛ ولی از این غذایی که می‌خورد چربی‌ای در بدنش تولید نمی‌شود. خودش این را موهبتی خدادادی می‌نامد که هرچه دوست دارد می‌خورد و چاق نمی‌شود. از سن ۴ سالگی، چشم راست او نابینا بوده و چشم دیگرش نیز دارای بینایی محدودی است. با این حال همواره سعی می‌کند نکات مثبت خودش و شرایطش را ببیند و بر آن‌ها تأکید کند؛ بنابراین چاق‌نشدن یا کوچک‌بودن بیش از اندازهٔ بدنش را مفید می‌داند و هرگز نمی‌گوید یک چشم من نابیناست، بلکه می‌گوید من دنیا را با یک چشم می‌بینم و این هیچ ایرادی ندارد. چون در عوض وقتی لنز می‌خرم به جای پول یک جفت باید پول یکی را بدهم! دستگاه ایمنی بدن لیزی بسیار ضعیف است. وضعیت جسمانی وی مشابه وضعیت مبتلایان به پیری زودرس می‌باشد؛ با این حال بیماری او لاعلاج نیست. محققان مرکز پزشکی دانشگاه تگزاس شعبه جنوب‌غربی بر این باور هستند که بیماری لیزی، احتمالاً نوعی از سندرم پروگروید نوزادی است که حداقل، استخوان‌ها، اندام‌های داخلی و دندان‌های وی سالم مانده و از این بیماری در امان مانده‌اند. دانشمندان معتقدند که او می‌تواند به‌طور طبیعی تولیدمثل کرده و در عین حال بیماری‌اش را به فرزندانش منتقل نکند.

## ظاهر
لیزی، دارای برخی از ویژگی‌های فیزیکی مربوط به پیری زودرس همچون نوک بینی تیز و پوست پیرشده است؛ اما مشکلات او فراتر از این طبقه‌بندی‌ها پزشکی است.
در ویدئویی شرح می‌دهد که پدر و مادرش با درک عمیقی که داشتند، او را همچون کودکی عادی بزرگ کردند و اکنون برای هرآنچه هست و انجام داده خودش را مدیون آن‌ها می‌داند. خودش را مدیون مادرش می‌داند که این جرئت و اعتمادبه‌نفس را در او ایجاد کرده که حالا مقابل تماشاچیانش بایستد و بگوید زندگی سختی داشته؛ ولی به آنچه به دست آورده می‌ارزیده‌است. او می‌گوید من ۱۵۰ درصد عادی بزرگ شدم. آن‌قدر عادی که وقتی به مهدکودک رفتم، هیچ تصوری از این نداشتم که چهره‌ام با کودکان دیگر فرق دارد. در نخستین روز مدرسه وقتی به سراغ نخستین کودک نزدیکش می‌رود، او چنان واکنشی نشان می‌دهد که گویا وحشتناک‌ترین هیولای عمرش را دیده‌است؛ اما واکنش لیزی این بوده که «من که بچهٔ بامزه‌ای هستم، این دختره چقدر بی‌ادبه!». اما انتظارش برای بهترشدن برخوردها در مدرسه، نه‌تنها به سر نرسید، بلکه همه‌چیز بدتر و بدتر شد و او می‌دید که همه از او دوری می‌کنند. اما نمی‌فهمید چرا؟! او که در حق کسی بدی نکرده بود. وقتی این موضوع را با ناراحتی با پدر و مادرش مطرح کرد، آن‌ها به او گفتند که «علتش فقط اینه که تو از بقیه کوچک‌جثه‌تری. تو مبتلا به این سندرم ناشناخته و نادر هستی؛ ولی قرار نیست این سندرم تو رو تعریف کند. پس برو مدرسه، سرت رو بالا بگیر، لبخند بزن و خودت باش، تا بقیه ببینند تو هم مثل اونایی.» و او هم چنین کرد.
او از تماشاچیانش می‌خواهد با خود فکر کنند و ببینند چه‌چیزی آن‌ها را تعریف می‌کند؟ جایی که متولد شده‌اند، پیشینهٔ خانوادگی‌شان، دوستان‌شان، یا چه‌چیز دیگری؟ لیزی می‌گوید برای خودش مدت‌ها طول کشید تا تعریف خودش را پیدا کرد. او مدت‌ها از قیافهٔ خودش بیزار شده بود. وقتی صبح‌ها جلو آینه، آمادهٔ رفتن به مدرسه می‌شد، پاهای کوچکش، دست‌های نحیفش، و صورت بیش از حد لاغرش را زشت می‌دانست و دلش می‌خواست بتواند به‌نوعی از شر این سندرم خلاص شود. با خودش فکر می‌کرد: «اگر و فقط اگر به این سندرم مبتلا نبودم چقدر زندگیم آسون‌تر می‌شد.» می‌گوید: «مدت‌ها آرزو کردم، دعا کردم، امید بستم که روزی از خواب بیدار شوم و ببینم قیافه‌ای عادی دارم. این چیزی بود که هر روز خواستم و هر روز از به‌دست‌آوردنش ناامید شدم.»
اما پدر و مادرش حامیان بزرگ او بودند. کسانی که هروقت ناراحت بود به او تسلی دادند و وقتی خوشحال بود با او خندیدند و به او آموختند که با وجود داشتن این بیماری و باوجود شرایط بسیار سخت زندگی، نباید اجازه بدهد که این بیماری او را تعریف کند. باید به یاد داشته باشد که زندگی‌اش در دستان خودش قرار دارد و خودش تصمیم می‌گیرد که به کدام‌سو هدایتش کند. او می‌داند و می‌گوید که رسیدن به این نقطه بسیار سخت است.
وقتی به دبیرستان می‌رفته، روزی ویدئویی از خودش در یوتیوب پیدا می‌کند که کسی او را «زشت‌ترین زن دنیا» لقب داده بوده‌است. چهار میلیون نفر آن ویدئوی هشت ثانیه‌ای صامت را دیده بودند. هزاران نفر زیر ویدئو کامنت گذاشته بودند: «لیزی، لطفاً، لطفاً به دنیا لطفی بکن. تفنگی روی سرت بگذار و خودت رو بکش.» او از تماشاچیانش می‌خواهد به این جمله فکر کنند. اگر افرادی کاملاً غریبه چنین نظری دربارهٔ شما داشته باشند، چه می‌کنید؟ مسلماً او از خواندن این نظرات غمگین شده و حتی به فکر جواب‌دادن به آن ویدئو افتاده؛ ولی همان لحظه دریافته که خودش مسئول انتخاب‌های زندگی‌اش است. می‌تواند این ویدئو و نظراتش را عاملی برای افسردگی و خشم کند، یا از آن نردبانی برای ترقی بسازد. با خودش فکر می‌کند آیا باید اجازه بدهد مردمانی که او را هیولا خطاب می‌کنند، تعریفش کنند؟ یا کسی که پیشنهاد کرده بود که باید او را در آتش سوزاند!
پس از این که قلدرهای مجازی در ویدئویی که در یوتیوب گذاشته بودند، لقب «زشت‌ترین زن دنیا» را به لیزی دادند، او نیز علیه قلدری سخنرانی کرد.
لیزی به این نتیجه می‌رسد که داشته‌هایش باید او را تعریف کنند؛ نه نداشته‌هایش. یک چشمش نمی‌بیند، در عوض چشم دیگرش می‌بیند. خیلی زودبه‌زود مریض می‌شود، در عوض موهای خوبی دارد. همان‌جا تصمیم می‌گیرد برای اثبات خودش به دیگران هرکاری می‌تواند بکند تا از هر جهت آدم بهتری شود؛ چون به نظرش بهترین راه برای جواب‌دادن به آن آدم‌ها این بود که نکات منفی حرف‌های‌شان را بگیرد، برعکس کند و از آن‌ها نردبانی برای رسیدن به اهدافش بسازد. لیزی تصمیم گرفت به دانشگاه برود، درسش را تمام کند، مجموعه‌ای از سخنرانی‌ها را برای انگیزه‌بخشیدن به مردم آغاز کند و کتاب بنویسد. حالا او همهٔ این کارها را کرده و برای مردم از راه‌های موفقیت می‌گوید و از رازهای زیبابودن و خوشحال‌بودن در زندگی. او می‌گوید به جای نشستن و پاسخ به ترحم دیگران، به این نتیجه رسیدم که شروع به فعالیت کنم و بر مشکلات چیره شوم و به دیگران بیاموزم.

## کتاب‌های منتشرشده
نخستین کار منتشرشده لیزی ولاسکز، با همکاری مادرش ریتا، یک کتاب خودنشر و خودزندگی‌نامه به نام لیزی زیبا: داستان لیزی ولاسکز بود که در سال ۲۰۱۰ به زبان‌های انگلیسی و اسپانیایی منتشر شد.
پس از آن، او دو کتاب الهام بخش برای نوجوانان که شامل تجارب شخصی و توصیه‌هایی از اوست، منتشر کرد. کتاب زیبا باش، خودت باش (۲۰۱۲) روایت‌گر سفر لیزی برای کشف این است که چه چیزی ما را زیبا می‌کند. این کتاب به خوانندگان خود می‌آموزد که استعدادها و نعمت‌های منحصر به فرد خودشان را بشناسند. او در این کتاب می‌گوید، زیبایی ظاهری مهم نیست و انسان‌ها باید خودشان را همان‌طور که هستند، بپذیرند. لیزی ولاسکوئز در مقدمهٔ کتاب «زیبا باش، خودت باش» می‌نویسد:

من زندگی شگفت‌انگیزی داشته‌ام! زندگی من همیشه آسان نبود و البته قابل پیش‌بینی هم نبود. ممکن است عده‌ای بگویند: «هی لیز، تو تنها ۲۳ سال داری چطور می‌توانی دربارهٔ زندگی‌ات کتاب بنویسی؟» من تنها سری تکان می‌دهم و لبخند می‌زنم. در این ۲۳ سال گذشته، اتفاقات بسیاری در زندگی من افتاده‌است و من می‌توانم صادقانه به شما بگویم که هیچ چیز در من تغییر نکرده‌است. نوشتن این کتاب به من فرصتی داد تا به اتفاقات گذشته نگاهی بیندازم و به این‌جایی که اکنون هستم برسم. یاد بعضی از آن‌ها اشک را به چشمانم می‌آورند.
من دختر بچهٔ کوچکی بودم که تنها می‌خواست دوست داشته شود و با شرایط من این بسیار سخت بود. همین‌طور فیلمی که از من در یوتیوب منتشر شد، آنقدر دردناک بود که نمی‌توانم دربارهٔ آن چیزی بگویم. خاطره‌ها یکی پس از دیگری، خوب و بد. کلنجار رفتن و موفقیت در هر یک از آن‌ها را به خوبی به خاطر دارم. با دوستان و خانواده‌ام اوقات بسیار خوبی داشتم و به خاطر وجود آن‌ها به خودم تبریک می‌گویم.
هدف من تنها نوشتن یک کتاب نبود. هدف من این بود که خاطراتم را از طریقی با شما درمیان بگذارم و به شما بگویم که چطور زندگی خود را بهتر کنید. همین‌طور می‌خواهم به شما بگویم که صحبت کردن با خدا در این مسیر برای من بسیار انرژی‌بخش بود. نمی‌خواهم بگویم که خدا تمام آرزوهای قلبی شما را به شما خواهد بخشید، یا زندگی شما را آسان‌تر یا سخت‌تر خواهد کرد؛ بلکه می‌خواهم بگویم که خدا برنامه‌ای برای شما دارد و در این مسیر همیشه در کنار شما خواهد بود. تنها کاری که شما باید انجام دهید این است که با او صحبت کنید و به او گوش دهید. خدا صادقانه عاشق ماست. او عاشق من است، او عاشق توست، او عاشق همهٔ ماست، امروز. الان. در همین جایی که هستی. مهم نیست ما کجا هستیم یا در زندگی‌مان چه مسیری را پیش گرفته‌ایم، خدا به کلمات و نجواهای قلبی‌مان گوش می‌دهد. به هرکدام از ما فرصتی داده شده تا یک رابطهٔ منحصر به فرد با خدا داشته باشیم.
آرزو می‌کنم بی‌شمار لبخند در مسیر زندگی‌ات پیدا کنی.

کتاب انتخاب شادی (۲۰۱۴) نیز دربارهٔ برخی از موانعی است که لیزی در طول زندگی خود با آن‌ها مواجه بوده و این که چگونه اهمیت شاد بودن را آموخته‌است.
فیلم مستندی نیز با عنوان یک قلب شجاع: داستان لیزی ولاسکز ساخته شده‌است که برای نخستین بار در ۱۴ مارس ۲۰۱۵ در جشنواره جنوب از طریق جنوب‌غربی به نمایش درآمد.